# آل مشمق (لودر)

تعديل مصدري - تعديل

آل مشمق هي إحدى قرى عزلة زارة بمديرية لودر التابعة لمحافظة أبين، بلغ تعداد سكانها 154 نسمة حسب تعداد اليمن لعام 2004.